# فوسراووکونازول
فوسراووکونازول (انگلیسی: Fosravuconazole) (نام تجاری Nailin) یک داروی ضد قارچ تری آزول است. این دارو در ژاپن برای درمان عفونت قارچی ناخن تایید شده است. فوسراووکونازول یک پیش‌دارو است که به راووکونازول تبدیل می‌شود.